# Buriatia
La república de Buriatia (en ruso: Республика Бурятия, en buriato: Буряад Улас) es una de las veinticuatro repúblicas que, junto con los cuarenta y ocho óblast, nueve krais, cuatro distritos autónomos, tres ciudades federales y una región autónoma, conforman los ochenta y nueve sujetos federales de Rusia. Su capital es Ulán-Udé. Está ubicado en el distrito federal del Extremo Oriente, limitando al norte con el óblast de Irkutsk —parte de esta frontera la forma el lago Baikal—, al este y sureste con el krai de Transbaikalia, al sur con Mongolia y al oeste con Tuvá.

## Geografía
Buriatia está localizada en la parte sur-central de Siberia a lo largo de la costa del lago Baikal. Su territorio ocupa una superficie de 351 300 km². Limita con el óblast de Irkutsk al norte y al oeste, con el krai de Transbaikalia al noroeste, este, sureste y el sur, y con Tuvá al oeste. Al sur y al sureste tiene una frontera internacional con Mongolia. Su principal accidente hídrico es el lago Baikal, al norte, comprendiendo el 60 % de su litoral. Su punto más alto es el monte Munku-Sardyk con 3491 m s. n. m.

### Huso horario
Buriatia se localiza en el huso horario de Irkutsk (IRKT/IRKST). Desvío del UTC es +08:00 (IRKT)/+09:00 (IRKST).

### Ríos
Los principales ríos son los siguientes:
- Río Barguzín, un afluente del lago Baikal de 480 km de longitud;
- Río Iná, afluente del río Barguzín;
- Río Irkut, un afluente del río Angará de 488 km de longitud;
- Río Udá, un afluente del río Selengá de 467 km de longitud;
- Río Angará, un afluente del lago Baikal, el curso superior del Angará, de 320 km de longitud;
- Río Kitói, un afluente del río Angará de 316 km de longitud;
- Río Oká, un afluente del río Angará de 630 km de longitud;
- Río Selengá, un afluente del lago Baikal de 1020 km de longitud que discurre por Buriatia en su curso inferior;
- Río Vitim, el curso alto del largo afluente del río Lena (1927 km de longitud);

### Montañas
Casi el 80% del territorio de la república es montañoso, siendo en su mayoría parte de los montes Yáblonoi.

### Recursos naturales
Los recursos naturales de Buriatia incluyen oro, wolframio, zinc, uranio entre otros.

### Clima
- Temperatura promedio anual: -1.6 °C
- Temperatura promedio en enero: -22 °C
- Temperatura promedio en julio: +18 °C
- Precipitación promedio anual: 244 mm

### Mapas

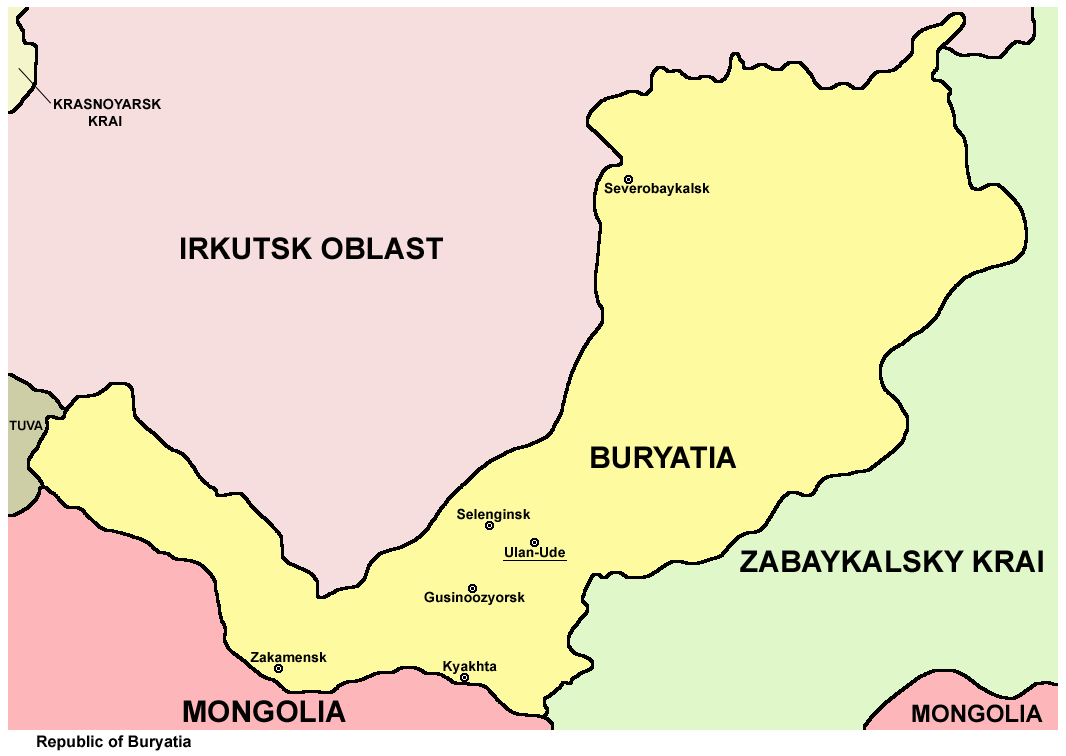
Mapa de Buriatia
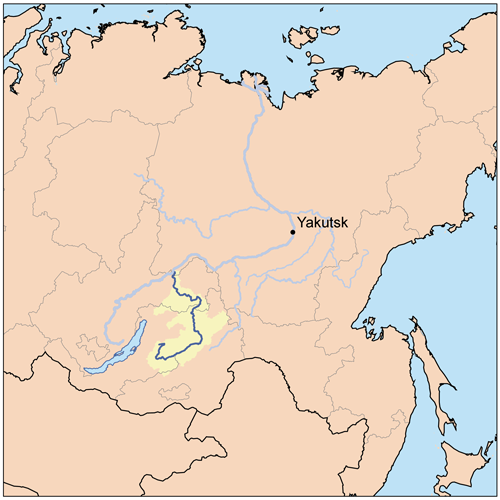
El río Vitim —afluente del Lena— forma la frontera este de Buriatia con el krai de Transbaikalia
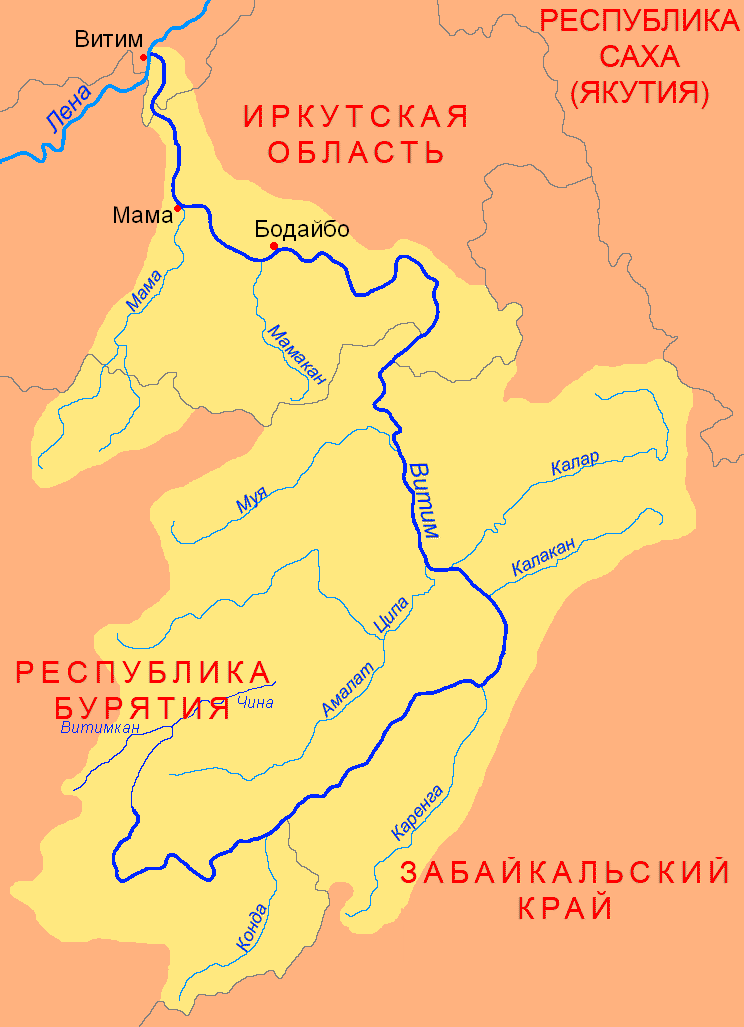
Mapa en ruso del río Vitim (Витим) —afluente del Lena— que forma la frontera este de Buriatia (Республика Бурятия) con el krai de Transbaikalia (Забайкальский край)

## Demografía
En Buriatia cohabitan casi 100 nacionalidades o grupos étnicos, incluyendo rusos (66.1 %), buriatos (30 %), soyots (0.4 %), evenki (0.3 %), ucranianos (0.6 %), tártaros, (0.7 %) y minorías étnicas como los mongoles jalja , los chuvasios, los kazajos, y otros pueblos manchú-tungúsicos. Entre ellos, los buriatos y los mongoles jalja son pueblos mongólicos (66 %); los soyots, kazajos, tártaros del Volga y chuvasios son etnias túrquicas (7 %); los rusos y ucranianos pertenecen a la rama de los eslavos orientales (22 %); y los evenki y demás grupos étnicos se adscriben a los pueblos tungúsicos o manchú-tungúsicos (5 %).
- Población: 981 238 (2002)
  - Urbana: 584 970 (59.6 %)
  - Rural: 396 268 (40.4 %)
  - Masculinos: 467 984 (47.7 %)
  - Femeninos: 513 254 (52.3 %)
- Mujeres por cada 1000 varones: 1097
- Edad promedio: 31.6 años
  - Urbana: 31.2 años
  - Rural: 32.2 años
  - Masculinos: 29.4 años
  - Femeninos: 33.9 años
- Número de viviendas: 322 289 (para 958 402 habitantes)
  - Urbana: 197 651 (para 566 755 habitantes)
  - Rural: 124 638 (para 391 647 habitantes)

| Etnias | Censo de 1926 | Censo de 1926 | Censo de 1939 | Censo de 1939 | Censo de 1959 | Censo de 1959 | Censo de 1970 | Censo de 1970 | Censo de 1979 | Censo de 1979 | Censo de 1989 | Censo de 1989 | Censo de 2002 | Censo de 2002 | Censo de 20102 | Censo de 20102 |
| Etnias | Número        | %             | Número        | %             | Número        | %             | Número        | %             | Número        | %             | Número        | %             | Número        | %             | Número         | %              |
| --- | ------------- | ------------- | ------------- | ------------- | ------------- | ------------- | ------------- | ------------- | ------------- | ------------- | ------------- | ------------- | ------------- | ------------- | -------------- | -------------- |
| buriatos | 214 957       | 43.8 %        | 116 382       | 21.3 %        | 135 798       | 20.2 %        | 178 660       | 22.0 %        | 206 860       | 23.0 %        | 249 525       | 24.0 %        | 272 910       | 27.8 %        | 286 839        | 30.0 %         |
| soyots | 161           | 0.0 %         | 116 382       | 21.3 %        | 135 798       | 20.2 %        | 178 660       | 22.0 %        | 206 860       | 23.0 %        | 249 525       | 24.0 %        | 2739          | 0.3 %         | 3579           | 0.4 %          |
| rusos | 258 796       | 52.7 %        | 393 057       | 72.0 %        | 502 568       | 74.6 %        | 596 960       | 73.5 %        | 647 785       | 72.0 %        | 726 165       | 69.9 %        | 665 512       | 67.8 %        | 630 783        | 66.1 %         |
| tártaros | 3092          | 0.6 %         | 3840          | 0.7 %         | 8058          | 1.2 %         | 9991          | 1.2 %         | 10 290        | 1.1 %         | 10 496        | 1.0 %         | 8189          | 0.8 %         | 6813           | 0.7 %          |
| ucranianos | 1982          | 0.4 %         | 13 392        | 2.5 %         | 10 183        | 1.5 %         | 10 769        | 1.3 %         | 15 290        | 1.7 %         | 22 868        | 2.2 %         | 9585          | 1.0 %         | 5654           | 0.6 %          |
| evenki | 2808          | 0.6 %         | 1818          | 0.3 %         | 1 335         | 0.2 %         | 1685          | 0.2 %         | 1543          | 0.2 %         | 1679          | 0.2 %         | 2334          | 0.2 %         | 2974           | 0.3 %          |
| Resto | 9440          | 1.9 %         | 17 277        | 3.2 %         | 15 384        | 2.3 %         | 14 186        | 1.7 %         | 17 630        | 2.0 %         | 27 519        | 2.7 %         | 19 969        | 2.0 %         | 18 360         | 1.9 %          |
| 1 En 1926, la RASS de Buriato-Mongolia incluía Buriatos de Aguínskoye, Buriatos de Ust-Ordá y el distrito de Oljonski. Estos territorios fueron transferidos a los óblasts de Chitá e Irkutsk en 1937. En consecuencia, los resultados del censo de 1926 no pueden compararse con los resultados de los censos de 1939 y posteriores.. 2 17.019 personas fueron registradas a partir de bases de datos administrativas y no pudieron declarar una etnia. Se estima que la proporción de etnias en este grupo es la misma que la del grupo declarado. |               |               |               |               |               |               |               |               |               |               |               |               |               |               |                |                |

|  |  |

## Historia

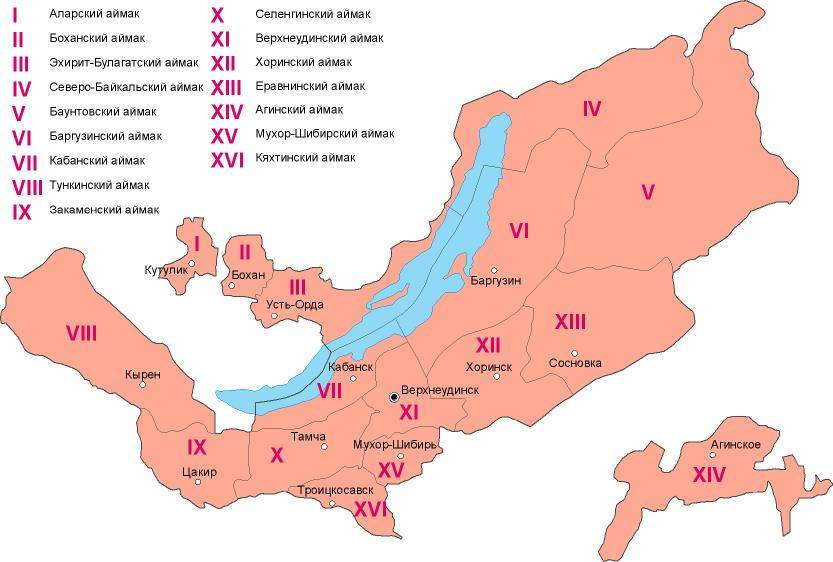
República autónoma socialista soviética de Buriatia 1925.

El área que hoy comprende Buriatia fue originalmente colonizada en el siglo XVI por rusos en busca de riquezas, pieles y oro. En 1923, se creó la república mediante la unión de las provincias de Buryat-Mongol y Mongol-Buryat.

## Política
El gobierno está dirigido por un presidente electo por un término de cuatro años. Hasta el 2005, Leonid Potápov es presidente, electo desde el 1 de julio de 1994, reelegido en 1998 (con un 63.25 % de los votos), y reelegido nuevamente el 23 de junio de 2002 (con más del 67 % de los votos). Antes de ser electo presidente, Potápov dirigió el Sóviet Supremo de la república —máximo puesto para ese entonces.
El parlamento de la república es electo cada cuatro años. Cuenta con 65 diputados.
La Constitución de la nueva república fue aprobada el 22 de febrero de 1994.

## Economía
La economía de la república se basa en productos agrícolas y comerciales, tales como el trigo, vegetales, patatas, madera, cuero, grafito y textiles. La pesca, la caza, el cultivo de pieles, la ganadería de ovejas y vacas, minería y el procesamiento de alimentos son también importantes generadores económicos.

## Educación
Las instituciones de educación de la república incluyen la Universidad Estatal de Buriatia, la Academia Estatal de Agricultura de Buriatia, la Academia de Arte y Cultura del Estado de Siberia Oriental y el Instituto Tecnológico del Estado de Siberia Oriental.

## Religión
El budismo tibetano, el chamanismo y el cristianismo ortodoxo son las religiones de mayor distribución en Buriatia.